# الثوري (القدس)

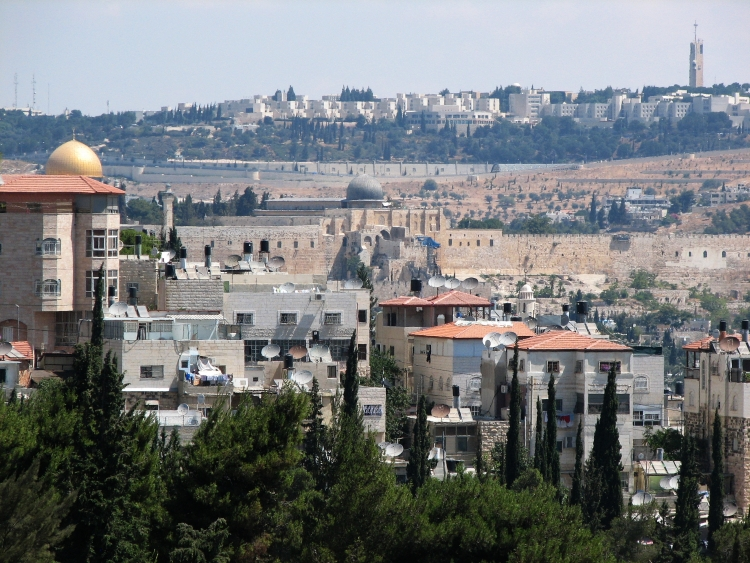
حي أبو الطور وإطلالة على المسجد الأقصى

أبو طور، أو أبو ثور، أو الثوري، والمعروف أيضا باسم جبعة حَنَنْيَة، هو حي يهودي عربي مقسم في القدس، إلى الجنوب من المدينة القديمة. يحده من الشمال وادي هنوم، وإلى الغرب من طريق الخليل ومجمع السكك الحديدية، وإلى الجنوب من نهر في سلام الغابات ومتنزه روفر. يقع الحي على قمة تل أبو تور، الذي يبلغ 777 مترا فوق مستوى سطح البحر. شمال تطل على أسوار البلدة القديمة، الحرم القدسي الشريف وجبل صِهيون، إلى الشرق تطل على حي سلوان وصحراء يهودا، جنوب أرمون تلبيوت الشرقية.